# Samsung Galaxy S5
Samsung Galaxy S5 é um smartphone da fabricante sul-coreana Samsung que usa o sistema operacional Android. Também possui uma versão mais nova, o Galaxy S5 New Edition, mais conhecido com Galaxy S5 Neo.
Com tela Full HD, Super Amoled de 5,1 polegadas com resolução de 1920 x 1080 pixels, nas especificações estão um processador Quad-Core de 2,5 GHz, memória RAM de 2 GB, além de armazenamento interno de 16 ou 32 GB, com expansão por microSD.
O gadget também traz uma câmera com resolução de 16 megapixels na lente traseira e 2 megapixels na frontal. Para completar, estão presentes uma bateria removível de 2800 mAh e conexão USB 3.0. O Samsung Galaxy S5 foi apresentado durante a MWC 2014 e foi lançado mundialmente no dia 11 de abril de 2014. 
Sua versão mais recente, o Galaxy S5 New Edition, possui uma tela Super Amoled, de 5,1 polegadas e resolução de 1920 x 1080 pixels, um processador Octa-Core de 1,6 GHz, memória RAM de 2 GB, um armazenamento interno de 16 GB, uma câmera traseira com resolução de 15.9 MP, e uma câmera frontal com resolução de 5 MP. Por último, também possui uma bateria removível de 2800 mAh, e uma conexão USB 2.0. Foi lançado em 1 de outubro de 2015.

## Especificações técnicas (S5)
- Sistema Operacional: Android 6.0.1 Marshmallow
- Processador: Quad-Core de 2,5 GHz Snapdragon 801
- Memória RAM: 2 GB
- Memória Interna: 16 e 32 GB
- Cores: Preto, branco, dourado e azul
- Peso: 145 gramas
- Tela: 5,1 polegadas, Super AMOLED em Full HD, Corning Gorilla Glass 3
- Câmera: 16 megapíxels, sensor de tamanho 1/2,6, flash LED, estabilização de imagem, HDR, autofoco de detecção de fase, estabilização de imagem digital, detecção de rosto e sorriso, gravação de vídeo em Full HD e 4K
- Câmera Frontal: 2 megapixels
- Wi-Fi, Bluetooth e GPS
- Internet via satélite: 3G e 4G
- Extras: Leitor de impressões digitais, leitor de batimentos cardíacos e resistência à água e poeira com certificado IP67.[3]

## Especificações técnicas (S5 new edition)
- Sistema Operacional: Android 5.1 Lollipop
- Processador: Octa-Core de 1,6 GHz Exynos 7 Octa 7580
- Memória RAM: 2 GB
- Memória interna: 16 GB
- Cores: Preto, prata e dourado
- Peso: 145 gramas
- Tela: 5,1 polegadas, Super AMOLED
- Câmera Traseira: 15.9 MP com abertura de f1.8, 5312 x 2988 pixels de resolução máxima, autofoco
- Câmera Frontal: 5 MP, 1080p@30fps
- Wi-Fi, Bluetooth e GPS
- Internet via satélite: 2G, 3G e 4G
- Extras: Leitor de batimentos cardíacos, resistência à água (certificado IP67) e sensor de luminosidade.[2]

## Sensores

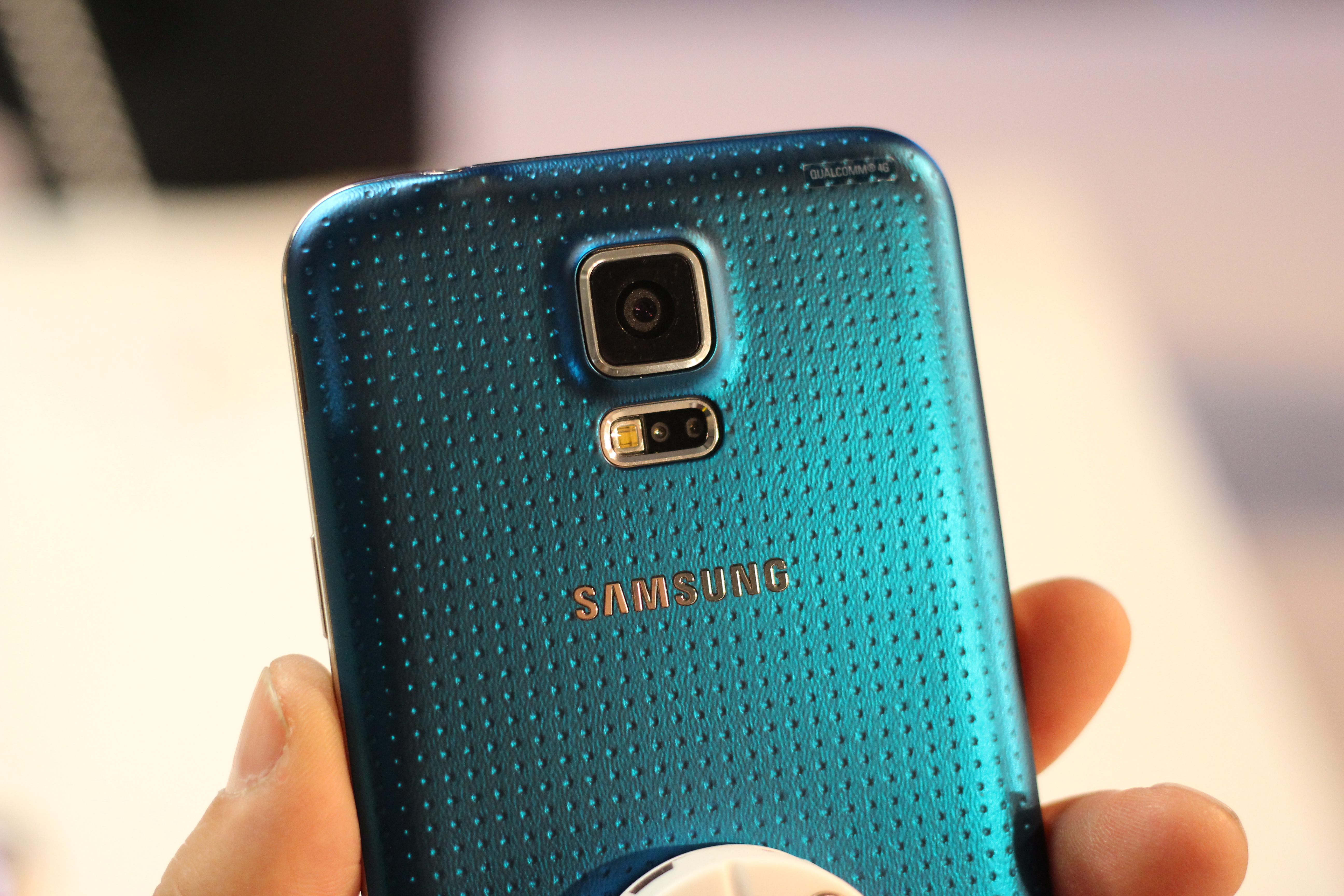
Parte traseira do Galaxy S5 mostrando sua textura, câmera e sensor de batimentos cardíacos

Duas das maiores novidades do Galaxy S5, são o sensor de batimentos cardíacos agora com medidor de nível de estresse, e o leitor de impressões digitais.
O leitor de batimentos cardíacos e medidor de nível de estresse localizado logo abaixo da câmera na traseira do aparelho, faz uma medição precisa dos batimentos cardíacos do usuário quando o mesmo pressiona o sensor fazendo uma leitura do ciclo dos movimentos das células nos vasos capilares do usuário através do sensor de pulsação. Além da novidade, o smartphone conta com o aplicativo exclusivo chamado S-Healt que permite monitorar o nível de estresse do usuário, batimentos cardíacos, quantidade de passos durante uma atividade atividade física por exemplo. O aplicativo também se comunica obtendo dados do relógio de pulso Samsung Gear para monitorar o sono, e a Samsung Body Scale para o peso.
O leitor de impressões digitais ou leitor biométrico fica localizado na parte frontal do aparelho no lugar do tradicional botão "Home" e permite que o usuário grave até três impressões digitais que são criptografadas com uma chave única em uma zona segura dentro do chip. O recurso serve não apenas para bloquear a tela do aparelho, mas também para fazer pagamentos seguros no PayPal com o smartphone sem necessitar de senhas.
Sensores como acelerômetro, giroscópio, movimentos, proximidade e barômetro também estão presentes no Galaxy S5.